# Ceratina indica
Ceratina indica är en biart som först beskrevs av Hirashima 1969.  Ceratina indica ingår i släktet märgbin, och familjen långtungebin. Inga underarter finns listade i Catalogue of Life.